# Manniella
Manniella is een geslacht van twee soorten orchideeën uit de onderfamilie Orchidoideae.
Het zijn grote, terrestrische planten afkomstig uit tropische wouden in West-Afrika (Ghana, Guinee, Ivoorkust, Liberia, Nigeria, Sierra Leone, Kameroen, Congo-Brazzaville, Congo, de Centraal-Afrikaanse Republiek, Gabon, Oeganda en Tanzania).

## Naamgeving enetymologie
- Engels: Mann's orchid

Het geslacht is vernoemd naar de Duitse botanicus Gustav Mann (1836-1916).

## Kenmerken
Manniella-soorten zijn middelgrote tot grote terrestrische planten, met talrijke slanke maar vlezige en behaarde wortels, en een bloemstengel met aan de basis enkele langstelige, stengelomvattende, ovale, groen met min of meer wit gevlekte bladeren, en een rechtopstaande, veelbloemige doch ijle bloemtros.
De bloemen zijn geresupineerd, roze tot roodbruin gekleurd, ondersteund door schutbladen die even lang zijn als de cilindrische vruchtbeginsels. De kelkbladen zijn tot een buis gefuseerd, enkel de toppen zijn vrij en uitgespreid. De zijdelingse kroonbladen en de bloemlip hebben een versmalde basis, die met de kelkbladen gefuseerd is, langs het vruchtbeginsel naar beneden loopt en zodoende een nectarium of nectarklier vormen. De bloemlip is vierkant tot trapeziumvormig, de randen naar boven omgebogen, met een pijlvormige basis met twee naar achter gerichte nectarklieren, en een centrale, vlezige en behaarde callus.
Het gynostemium is lang, S-vormig gebogen, grotendeels met de kelk- en kroonbladen gefuseerd, en met een korte voet verbonden met het vruchtbeginsel. De helmknop staat rechtop, is breed ovaal, volledig bedekt door een vierkantig clinander en twee vleugelvormige staminodia. Er zijn twee ovale, korrelige pollinia, door korte caudicula verbonden met een klein, rond viscidium. De stempel is vlak en ovaal. Tussen de stempel en de helmknop ligt een tweelobbig rostellum.

## Taxonomie
Manniella werd in 1926 door Schlechter in de aparte subtribus Manniellinae geplaatst omwille van de voor de tribus Cranichideae afwijkende vorm van het gynostemium. Deze positie is ondertussen bevestigd door fylogenetisch onderzoek uit 2005 door Salazar et al. Daaruit blijkt dat Manniella een zustergroep is van Spiranthinae en Cranichidinae.
Het geslacht omvat twee soorten. De typesoort is Manniella gustavi.

### Soortenlijst
- Manniella cypripedioides Salazar & al. (2002)
- Manniella gustavi Rchb.f. (1881)